# RIT1
RIT1‏ (Ras like without CAAX 1) هوَ بروتين يُشَفر بواسطة جين RIT1 في الإنسان.